# Hans Sautter (Mediziner)
Hans Sautter (* 6. April 1912 in Ebingen; † 7. September 1984 in Chur) war ein deutscher Ophthalmologe.

## Leben
Hans Sautter studierte von 1930 bis 1935 Humanmedizin in Tübingen und München. In Tübingen wurde er Mitglied der Studentenverbindung AV Igel. Er erhielt 1936 die Approbation und wurde 1938 zum Dr. med. promoviert. 1940 habilitierte er sich. Von 1945 bis 1953 war er Oberarzt an der Universitäts-Augenklinik Tübingen. 1947 erfolgte seine Ernennung zum außerplanmäßigen Professor. 1953 nahm er eine Berufung auf den Lehrstuhl für Augenheilkunde an der Universität Hamburg an und war hier maßgeblich am Aufbau der Augenklinik beteiligt. In Hamburg wirkte Sautter bis zu seiner Emeritierung 1981, danach zog er sich ins schweizerische Savognin zurück.
Sautter war Mitglied in verschiedenen in- und ausländischen Fachgesellschaften, unter anderem in der Deutschen Ophthalmologischen Gesellschaft, deren Vorsitz er zwei Jahre lang innehatte und der Joachim-Jungius-Gesellschaft der Wissenschaften. Daneben gab er Fachbücher über Augenheilkunde heraus. Ihm zu Ehren wird von der „Stiftung der Vereinigung Norddeutscher Augenärzte“ seit 1982 der (seit 1985 so genannte) „Hans-Sautter-Preis“ zur Förderung wissenschaftlicher Arbeiten auf dem Gebiet der Ophthalmologie vergeben. Im Jahr 1970 wurde Hans Sautter zum Mitglied der Deutschen Akademie der Naturforscher Leopoldina gewählt.
Aus der von ihm geleiteten Augenklinik in Hamburg ging unter anderem der Augenarzt und Lehrstuhlinhaber Gottfried Naumann hervor.

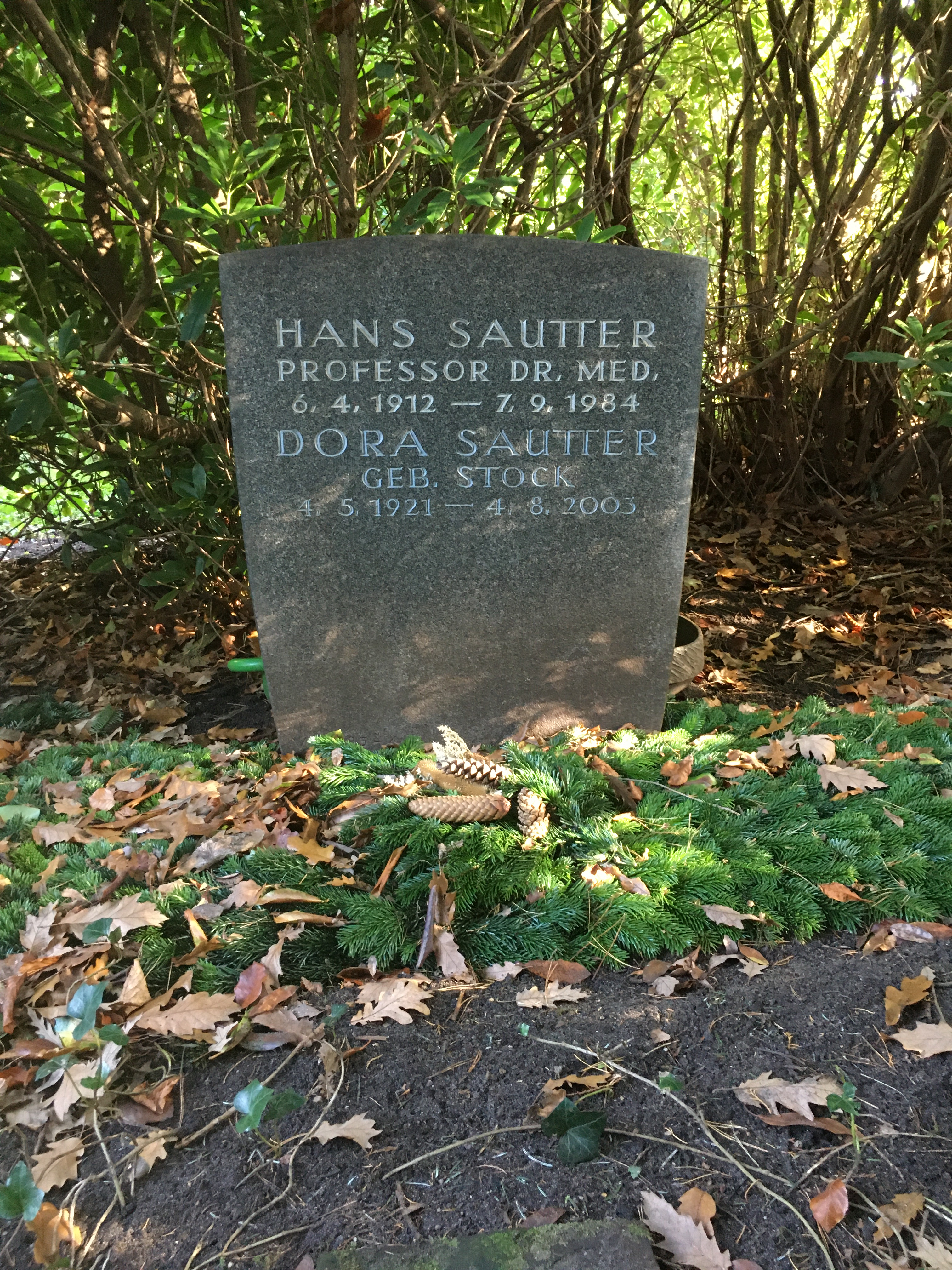
Grabstätte Hans Sautter auf dem Friedhof Ohlsdorf

Hans Sautter starb 72-jährig in Chur und wurde auf dem Hamburger Friedhof Ohlsdorf im Planquadrat V 9 beigesetzt.

## Veröffentlichungen (Auswahl)
- 1941: Myotonie und Cataracta myotonica. Verlag J. Springer, Berlin.
- 1951: Die Trübungsformen der menschlichen Linse. Verlag Thieme, Stuttgart.
- 1959: Atlas des Augenhintergrundes., Verlag Urban & Schwarzenberg, 3. erweiterte Auflage München 1984.
- 1963: Der photographierte Augenhintergrund. Verlag Urban und Schwarzenberg, München.